# Mariapolder (Sluis)
De Mariapolder is een polder in de Nederlandse streek Zeeuws-Vlaanderen, ten noordwesten van Sluis, behorend tot de Sluisse- en Zwinpolders.
De polder is gelegen binnen de Wallen van Sluis. Hier lag het honderden meters brede Paswater, dat de haventoegang van Sluis vormde. In het midden van dit water, tussen de eb- en de vloedgeul, vormde zich een zandplaat. In 1686 trachtte men deze te verwijderen om aldus de haveningang vrij te houden. Dit lukte echter niet. De plaat groeide uit tot een schor, die in 1773 door een dam met het stadje werd verbonden. Deze schor werd verpacht, en in 1806 werd Laurentius de l'Haye uit Maldegem de pachter. Deze voorzag de schor van een kade en het aldus ontstane poldertje werd Louw de Leyespolder genoemd, maar hijzelf gaf het de naam Mariapolder, naar zijn dochter. De polder is 14 ha groot.
In 1815 werd het poldertje teruggegeven aan de stad Sluis, en in 1848 werd het aan een particulier verkocht.